# Абуев, Магомед Лечаевич
Магоме́д Леча́евич Абу́ев (род. 3 сентября 1992, Казахстан) — казахский и российский штангист чеченского происхождения, чемпион Казахстана, серебряный призёр чемпионата России по тяжёлой атлетике 2013 года.

## Биография
Родился 3 сентября 1992 года в Казахстане. В 2005 году начал заниматься тяжёлой атлетикой под руководством Павла Маратовича Ли. В 2008 году выполнил норматив мастера спорта, а в 2009 году — мастера спорта международного класса. Чемпион и рекордсмен Казахстана в супертяжёлом весе. В 2010 году переехал в Чечню. Его нынешним тренером является Ибрагим Самадов.
Студент Московского государственного университета технологий и управления имени К. Г. Разумовского.

## Спортивные достижения
- Чемпион III летней Спартакиады молодёжи России 2014 года (Новочебоксарск, 200+240=440);
- Чемпион Европы 2013 года среди молодёжи до 23 лет (Таллин, Эстония, 195+215=410);
- Чемпионат России по тяжёлой атлетике 2013 года (Казань, 201+243=444) — ;
- Чемпион мира 2012 года среди юниоров (Антигуа, Гватемала, 191+235=426);
- Чемпион Европы 2012 среди юниоров (Эйлат, Израиль, 192+232=424);
- Чемпион России 2012 года среди юниоров (Шахты, 190+237=427);
- Бронзовый призёр первенства Европы 2011 года среди юниоров (Бухарест, 178+212=390);
- Чемпион Казахстана 2010 года (185+231=416, рекорд Казахстана).
- Чемпионат России по тяжёлой атлетике 2017 года — ;